# 잭 맥기

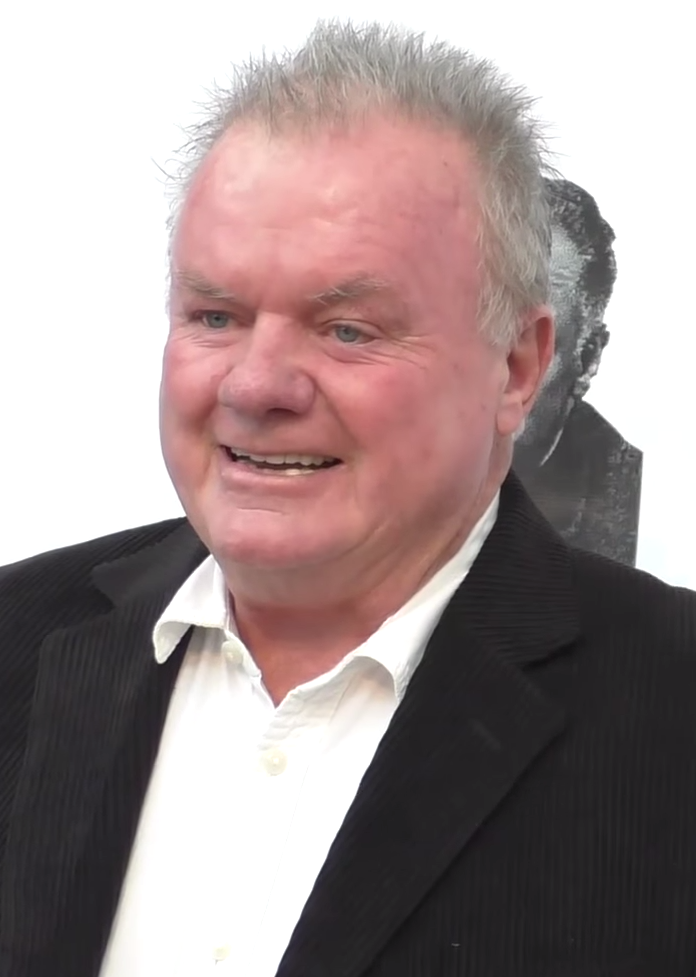

잭 맥기(Jack McGee, 1949년 2월 2일 ~ )는 미국의 배우이다.

## 출연 작품
- 더 맥카시 (2014년) - 아서 맥카시 역
- 저스트 비포 아이 고 (2014년) - 폴 역
- 콩그레츄레이션! (2013년)
- 커먼 로 (2012년)
- 뉴욕의 연인들 (2011년) - 할아버지 제드 역
- 드라이브 앵그리 3D (2011년) - 팻 루 역
- 선택받은 자 (2010년)
- 발명의 아버지 (2010년)
- 마마듀크 (2010년)
- 파이터 (2010년) - 조지 워드 역
- 트론: 새로운 시작 (2010년)
- 발렌타인 데이 (2010년)
- 인터내셔널 (2009년) - 버니 워드 역
- 노 플레이스 라이크 홈 (2008년) - 아빠 역
- 파인딩 아만다 (2008년) - 가이 앳 스포츠 북 역
- 알파벳 킬러 (2008년)
- 21 (2008년) - 테리 역
- 타이라노사우러스 아즈테카 (2007년)
- 부그와 엘리엇 (2006년) - 헌터 목소리 역
- 도미노 (2005년)
- 사커 독 2 - 유럽컵 (2004년)
- 크래쉬 (2004년)
- 캐롤라이나 (2003년)
- 금발이 너무해 2 (2003년)
- 베레타 357 (2002년) - 에디 역
- 에어 레이지 (2001년)
- 그 남자는 거기 없었다 (2001년)
- 비밀을 원하는가? (2001, Do You Wanna Know a Secret?)
- 신의 전사 3 (2000년)
- 수라의 무리 (2000, Gedo)
- 빵과 장미 (2000년)
- D-13 (2000년)
- 코요테 어글리 (2000년)
- 고인돌 가족 2 (2000년)
- 도시 탈출 (1999년)
- DNA 컨스피러시 (1999년)
- 비트윈 더 시트 (1998년)
- 러브 퀵 (1998년)
- 요술쟁이 아나벨 (1997년)
- 스타 키드 (1997년)
- 브레이크다운 (1997년)
- 퀘스트 (1996년)
- 프랭키 더 플라이 (1996년)
- 터프가이 (1995년)
- 스트립퍼 배심원 (1995년) - 머피 역
- 마이 히어로 (1995년)
- 쇼걸 (1995년)
- 페이퍼 (1994년)
- 34번가의 기적 (1994년)
- 스페이스 레인저 (1993년)
- 원초적 본능 (1992년)
- 트랙 (1991년)
- 도어즈 (1991년) - 마이애미 경찰
- 사랑과 음악 (1991년)
- 분노의 역류 (1991년) - 슈미트 역
- 저주의 유물 (1990년)
- 사막의 살인 병기 (1990년)
- 3인의 탈주자 (1989년)
- 7월 4일생 (1989년)
- 리썰 웨폰 2 (1989년) - 카펜터 역
- 더 비트 (1988년) - Mr. 프록크 역
- 스크루지 (1988년) - 목수 역
- 샤이 피플 (1987년)
- 히든 (1987년)
- 위험한 연인 (1987년)
- 댓 하겐 걸 (1947년)
- 베스트 풋 포워드 (1943년)

### 텔레비전
- CSI - 뉴욕 (2004년)
- CSI 라스베가스 시즌1 (2000년)
- 시카고 메디컬 (1994년)
- LA 로 (1986년)
- 크리미널 마인드 (2005년) - 브루스틴 역
- NCIS 시즌2 (2004년) - 커티스 플로이드 역
- 레스큐 미 시즌1 (2004년)